# Saturnin Borowiec
Saturnin Józef Borowiec (ur. 15 lutego 1926 w Weteranówce na Wołyniu, zm. 22 lutego 2016 w Szczecinie) – polski profesor nauk rolniczych w zakresie gleboznawstwa i ekologii, nauczyciel akademicki

## Życiorys
Saturnin Borowiec urodził się w rodzinie Józefa i Agaty, ojciec był sierżantem i pierwszym sołtysem we wsi Weteranówka wybranym w 1927. Saturnin w latach okupacji niemieckiej podczas II wojny światowej był żołnierzem Armii Krajowej i  Batalionów Chłopskich. Po zakończeniu wojny studiował na Wydziale Rolniczo-Leśnym Uniwersytetu Poznańskiego oraz w Wyższej Szkole Rolniczej w Poznaniu, uzyskując dyplom magistra inżyniera leśnictwa (1951) oraz dyplom inżyniera rolnictwa (1954). Stopień naukowy doktora nauk leśnych otrzymał w 1956, a w 1963  –  doktora habilitowanego nauk rolniczych. Od 1963 był członkiem PZPR. W 1970 został profesorem nadzwyczajnym, a w 1976 – profesorem zwyczajnym. Bezpośrednio po studiach pracował jako aspirant w Katedrze Gleboznawstwa w Wyższej Szkole Rolniczej w Poznaniu (1951-1954). W 1954 został zatrudniony w Wyższej Szkoły Rolniczej w Szczecinie w Katedrze Gleboznawstwa na stanowisku adiunkta (1954–1963), docenta (1963–1970) i profesora (1970-1994). Pełnił kolejno funkcje kierownika Zakładu Ekologii Roślin (1964–1970, Zespołu Ekologii (1970–1973), Zakładu Ekologii i Ochrony Środowiska oraz dyrektora Instytutu Ekologii i Ochrony Środowiska (1973–1983) oraz kierownika Katedry Ekologii i Ochrony Środowiska (1983–1996).
Przeszedł na emeryturę w 1996, ale nadal prowadził zajęcia dydaktyczne do 2002.
Został pochowany na Cmentarzu Centralnym w Szczecinie w kwaterze 41E/11/4). Pozostawił żonę Zofię z d. Białek, syna Sławomira i wnuka Piotra.

## Praca naukowo-dydaktyczna
Główne kierunki badań prof. Borowca dotyczyły gleboznawstwa, ekologii i ochrony środowiska. Efektem rozprawy habilitacyjnej było wyjaśnienie genezy czarnych ziem pyrzyckich na podstawie analizy rzeźby terenu, wyników analiz pyłkowych, danych archeologicznych i historycznych oraz badań gleboznawczych. Profesor prowadził także nowatorskie badania dotyczące występowania i właściwości gleb płowych – „lessives” i dwuczłonowych z poziomami pseudoglejowymi niewyodrębnionymi jeszcze w systematyce gleb Polski. Opracował i wprowadził nową cechę syntetyczną zbiorowisk roślinnych – stopień zachwaszczenia rośliny uprawnej jako wypadkową klas stałości osiąganych przez chwasty i ich współczynnika pokrycia. Był inicjatorem badań mających na celu ocenę stanu środowiska na obszarach objętych oddziaływaniem emisji przemysłowych (m.in. z Elektrowni „Dolna Odra” i Zakładów Chemicznych „Police”). Zakres wieloletnich badań (1977–2000) obejmował m.in. skład chemiczny wód opadowych, cieków, gleb uprawnych i leśnych oraz wykorzystanie metod bioindykacyjnych do oceny skażenia atmosfery związkami siarki i fluoru (mchy, igły sosny, przyrosty drzew, warzywa, gladiole).
Profesor Saturnin Borowiec był promotorem 122 prac magisterskich, 5 prac doktorskich oraz recenzentem 42 rozpraw doktorskich i 26 rozpraw habilitacyjnych. Wydał też dziewięć opinii o dorobku naukowym w związku z postępowaniem o nadanie tytułu profesora.

## Udział w organizacji nauki
Profesor Saturnin Borowiec był konsultantem naukowym klasyfikacji i kartografii gleb (1955–1975) w województwie szczecińskim i koszalińskim. Jako pełnomocnik rektora Akademii Rolniczej w Szczecinie ds. organizacji kierunku studiów ochrona  środowiska skutecznie zorganizował ten kierunek studiów na Wydziale Kształtowania Środowiska i Rolnictwa Akademii Rolniczej w Szczecinie. Należał do Komisji Nauk Leśnych PAN (1960–1970), Komitetu Przestrzennego  Zagospodarowania Kraju PAN (1966–1978), Komitetu Ekologicznego PAN (1975–1978 i 1994–1997) w Sekcji Gleboznawstwa (1984–1987), Komitetu Inżynierii Środowiska PAN (1990–1993) oraz Komitetu Gleboznawstwa i Chemii Rolnej PAN (1993–1999). Od 1952 działał w Polskim Towarzystwie Gleboznawczym, był przewodniczącym Oddziału Koszalińskiego PTG (1965–1971), przewodniczącym Oddziału Szczecińskiego (1975–1994), członkiem Zarządu Głównego (1975–1983). Był członkiem Komitetu Redakcyjnego Roczników Gleboznawczych (1974–1994); redaktorem serii Rolnictwo i serii  Przyrodniczej Zeszytów Naukowych AR w Szczecinie  (1973–1996). Od 1960 należał do Szczecińskiego Towarzystwa Naukowego, był członkiem Zarządu (1961–1966, 1974–1983) oraz redaktorem Wydziału II (1972–1980).

## Wybrane publikacje
Dorobek publikacyjny profesora Borowca stanowi łącznie 340 prac naukowych i opracowań z zakresu gleboznawstwa, ekologii i ochrony środowiska.
- O niektórych metodach oceny siedlisk i poszczególnych czynników siedliskowych użytków zielonych. „Post. Nauk Roln.” 1959, 3 (57), s. 69-82[12]
- Gleby powiatów wolińskiego i kamieńskiego na tle warunków przyrodniczych. „Mater. Zachodniopom.” 1959, 5
- Tendencje rozwojowe gleb Wolińskiego Parku Narodowego wynikające z morfologii profili gleb kopalnych. „Roczniki PTG” 1963, 13, s. 156-158[13]
- Agroekologia. Akademia Rolnicza w Szczecinie, Szczecin 1977
- Wpływ zanieczyszczeń przemysłowych w okolicy Szczecina na środowisko. „Ochrona Zabytków” 1981, 3-4, s. 212-213 (wsp. B. Marska)[14]
- Wpływ imisji z Elektrowni ,,Dolna Odra" na gleby leśne i rolne w latach 1977-1996. Zesz. Probl. Post. Nauk Roln. 1998, 456, s. 311-315 (wsp. Z. Zabłocki)[15]

## Nagrody i odznaczenia
- pięć nagród Ministra Nauki Szkolnictwa Wyższego i Techniki za osiągnięcia naukowe (1974, 1976, 1978, 1980, 1982)
- Krzyż Kawalerski Orderu Odrodzenia Polski (1973)
- Medal Komisji Edukacji Narodowej (1979)
- Odznaka „Zasłużony nauczyciel PRL” (1985)
- Medal Zwycięstwa i Wolności 1945
- Medal Zasłużony dla Akademii Rolniczej w Szczecinie (2004)
- odznaka „Gryf Pomorski” za zasługi dla rozwoju województwa szczecińskiego